# Еріх Маркс
Еріх Маркс (нім. Erich Marcks; нар. 6 червня 1891 — пом. 12 червня 1944) — німецький воєначальник часів Третього Рейху, генерал артилерії, учасник Першої та Другої світової війни. Кавалер Лицарського хреста Залізного хреста з Дубовим листям‎ (1944). Перший розробник плану війни Німеччини з СРСР.

## Біографія
Вивчав юриспруденцію у Фрайбурзькому університеті, однак покинув навчання після трьох семестрів і, в жовтні 1910 року, вступив на військову службу фанен-юнкером (кандидат у офіцери). 19 грудня 1911 отримав звання лейтенанта. На початку Першої світової війни був важко поранений в обличчя. З 1917 року служить капітаном у Генеральному штабі, з 1918 року — у штабі Верховного головнокомандування. На початку 1930-х років, він був керівником прес-служби міністерства Рейхсверу. У 1935 році стає начальником штабу 8-ї армії. У квітні 1939 року отримує звання генерал-майора.
Загинув 12 червня 1944 року у ході бойових дій після висадки союзників в Нормандії.

## Нагороди

### Перша світова війна
- Залізний хрест 2-го і 1-го класу
- Ганзейський Хрест (Гамбург)
- Нагрудний знак «За поранення» в чорному

### Міжвоєнний період
- Почесний хрест ветерана війни з мечами (1934)
- Медаль «За вислугу років у Вермахті» 4-го, 3-го, 2-го і 1-го класу (25 років)

### Друга світова війна
- Застібка до Залізного хреста
  - 2-го класу (21 вересня 1939)
  - 1-го класу (29 вересня 1939)
- Лицарський хрест Залізного хреста з дубовим листям
  - Лицарський хрест (26 червня 1941)
  - Дубове листя (24 червня 1944; посмертно)
- Нагрудний знак «За поранення» в золоті (20 серпня 1941) - за серйозне поранення, отримане 26 червня 1941 року.
- Відзначений у Вермахтберіхт (13 березня 1944; посмертно)